# Astichus masahiroi
Astichus masahiroi is een vliesvleugelig insect uit de familie Eulophidae. De wetenschappelijke naam is voor het eerst geldig gepubliceerd in 1987 door Tachikawa.